# آرویس ویلکاست
آرویس ویلکاست (انگلیسی: Arvis Vilkaste؛ زادهٔ ۸ آوریل ۱۹۸۹) ورزشکار بابسلد اهل لتونی است.
وی در مسابقات کشوری و بین‌المللی در مجموع برندهٔ ۲ مدال طلا، ۲ مدال نقره، ۲ مدال برنز شده‌است.